# 아자미역
아자미역(일본어: 阿左美駅, あざみえき)은 일본 군마현 미도리시에 있는 도부 철도 기류 선의 역이다. 역 번호는 TI 54이다.

## 역사
- 1937년 5월 5일: 영업 개시.
- 1954년 12월: 승강장 확장 공사 중에 조몬 시대의 주거 흔적이 발견됨.
- 1955년 3월 7일 ~ 3월 9일: 주거지 유적 조사 실시.
- 1960년 3월 23일: 주거 흔적이 군마 현 지정 사적이 됨.
- 2020년 3월 14일: 신키류 측에 0.2km 이전.

## 역 구조
단선 승강장 1면 1선의 지상역이다. 역사와 승강장은 선로의 서쪽에 있다.

### 승강장
| 노선    | 방향 | 행선                                                                                               |
| ------- | ---- | -------------------------------------------------------------------------------------------------- |
| 기류 선 | 하행 | 신키류・아카기 방면                                                                                |
| 기류 선 | 상행 | 오타 방면・ 이세사키 선 다테바야시・ 도부 스카이트리 라인 기타센주・도쿄 스카이트리・아사쿠사 방면 |

## 역 주변
- 아자미 늪
  - 기류 경정장 - 일본 최북의 경정장.
- 군마 현 기류미나미 고등학교
- 기류 대학
  - 기류 대학 단기 대학부
- 국도 제50호선(기류 우회로)
- 군마 지방 도로 68호 기류이세사키 선(기류 현도)
- 도호 병원
- 분신도 서점 아자미점
- 미도리 시립 가사카케히가시 초등학교

## 인접역
| 도부 철도 기류 선        | 도부 철도 기류 선 | 도부 철도 기류 선        |
| ------------------------ | ----------------- | ------------------------ |
| TI 53 야부즈카 오타 방면 |                   | 신키류 TI 55 아카기 방면 |